# Raonik
Raonik (lat. vomer)  tanka je kost lubanje koja oblikuje dio nosne pregrade.
Kost se nalazi se u sagitalnoj ravnini i spojena je sa šest kosti: klinastom kosti, rešetnicom, obje nepčane kosti i obje gornje čeljusti.
Gornji rub vomera sadrži sa svake strane koštane izdanke, alae vomeris (lat.), koji su na svakoj strani spojeni s rostrumom klinaste kosti i sa sfenoidalnim nastavkom nepčane kosti. 
Donji rub vomera spojen je s grebenima gornje čeljusti i nepčane kosti.
Prednji je rub najduži. Gornja polovica prednjeg ruba spojena je s lamina perpendicularis (lat.) rešetnice, dok je donja polovica udubljena za donji rub septalne hrskavice nosa. 
Stražnji rub je slobodan i odvaja dvije choanae (lat. choana).